# توجه الهيمنة الاجتماعية
يعتبر توجه الهيمنة الاجتماعية (SDO) سمة شخصية تتنبأ بالمواقف الاجتماعية والسياسية ويستخدم المقياس النفس/إجتماعى (علم النفس الاجتماعى) على نطاق واسع. ويضع تصورًا لهذا المفهوم في إطار نظرية الهيمنة الاجتماعية كمقياس للاختلافات الفردية في مستويات التمييز القائم على المجموعات; أي انه مقياس لتفضيل الفرد لترتيبه الهرمى داخل أي نظام إجتماعى والهيمنة على فئات ذات المراكز الادنى. وهي على استعداد نحو مناهضة المساواة داخل الجماعات وفيما بينها. مفهوم توجه الهيمنة الاجتماعية كفرق فردى قابل للقياس هو نتاج لنظرية الهيمنة الهيمنة الاجتماعية.
و يرغب الافراد في الثبات إذا احرزوا ترتيب عالى في توجه الهيمنة الاجتماعية وفي بعض الحالات زيادة الاختلافات بين الحالات الاجتماعية للجماعات المختلفة شئناها في ذلك شأن أعضاء مجموعات الافراد. وعادة ما يكونوا مسيطرين ومدفوعين وقساه وأقوياء ويسعون للسلطة. كما يفضل الاشخاص الذين يعانون من ارتفاع  في توجه الهيمنة الاجتماعية توجهات المجموعات الهرمية. ويلتزم الاشخاص الذين يحرزون أعلى درجات في توجه الهيمنة الاجتماعية بالايمان بقوة بمفهوم العالم الذي فيه الكلاب تأكل بعضها أي«البقاء للاقوى» أو كما هو شائع التنافس المدمر الذي لا يرحم بدون أخلاق أو ضبط نفس. ووجد أنه في العموم الرجل أعلى من المرأة في مقياس توجهات الهيمنة الاجتماعية. واستخلصت الدراسات أن SDO يمتلك علاقة طردية قوية مع المعتقدات الاستبدادية والعنصرية.

## نظرية الهيمنة الاجتماعية
اقتُرح مصطلح توجه الهيمنة الاجتماعية لأول مرة من قبل جيم سيدانيوس وفيليسيا براتو كجزء من نظرية الهيمنة الاجتماعية، وهو المكون الرئيسي الخاص القابل للقياس في هذه النظرية.
تبدأ النظرية بالملاحظة التجريبية التي تفيد بأن النظم الاجتماعية المنتجة للفائض لها هيكل هرمي جماعي ثلاثي الأبعاد: قائم على العمر والجنس وقائم على المجموعة التعسفية، والتي يمكن أن تشمل العرق والطبقة والتوجه الجنسي والطائفة والانتماء الديني، وما إلى ذلك، تمنح التسلسلات الهرمية المستندة إلى العمر دائمًا مزيدًا من القوة للبالغين والأشخاص في منتصف العمر أكثر من الأطفال والبالغين الأصغر سنًا، وتمنح التسلسلات الهرمية القائمة على النوع الاجتماعي دائمًا مزيدًا من السلطة لجنس واحد على غيره.[بحاجة لمصدر]
ترتكز نظرية الهيمنة الاجتماعية على ثلاثة افتراضات أساسية:
1. في حين تميل التسلسلات الهرمية القائمة على العمر والجنس إلى الوجود داخل جميع النظم الاجتماعية، فإن أنظمة المجموعة التعسفية للتسلسل الهرمي الاجتماعي ستظهر دائمًا داخل تلك النظم التي ستنتج فوائض اقتصادية مستدامة.
2. يمكن اعتبار معظم أشكال الصراع الجماعي والقمع (على سبيل المثال، العنصرية ورهاب المثلية والتمييز على أساس الجنس والطبقية والإقليمية) على أنها مظاهر مختلفة لنفس الاستعداد البشري الأساسي لتشكيل تسلسلات هرمية قائمة على المجموعة.
3. تخضع النظم الاجتماعية البشرية لتأثيرات التوازن لقوى تعزيز التسلسل الهرمي (إتش إي)، وتنتج وتحافظ على مستويات أعلى من عدم المساواة الاجتماعية القائمة على المجموعة، والقوى المخففة للتسلسل الهرمي (إتش إيه)، ما ينتج مستويات أكبر من المساواة الاجتماعية القائمة على المجموعة.

توجه الهيمنة الاجتماعية هو الجانب السلوكي الفردي من النظرية. يتأثر بحالة المجموعة والتنشئة الاجتماعية والمزاج، ويؤثر بدوره على دعم الأساطير التي تضفي الشرعية على تعزيز التسلسل الهرمي، والتي تُعرّف على أنها القيم والمواقف والمعتقدات والسمات السببية والأيديولوجيات والتي بدورها تبرر المؤسسات والممارسات الاجتماعية التي تعزز أو تضعف التسلسل الهرمي للمجموعة.

## التطور المبكر
بينما تأكد ارتباط الجنس مع درجات توجه الهيمنة الاجتماعية تجريبيًا، كان تأثير المزاج والتنشئة الاجتماعية أقل وضوحًا. اقترح دوكيت نموذجًا لتطوير توجه الهيمنة الاجتماعية، ووفقًا لهذا النموذج، فإن الأشخاص الذين يتمتعون بشخصية صلبة يميلون إلى رؤية العالم كمكان تنافسي تكون فيه المنافسة على الموارد ليست ذات قيمة. تؤثر الرغبة في المنافسة، التي تتناسب مع توجه الهيمنة الاجتماعية، على المواقف داخل المجموعة وخارجها. يعتقد الأشخاص ذوو المستوى العالي من توجه الهيمنة الاجتماعية أن التسلسل الهرمي موجود في جميع جوانب المجتمع ومن المرجح أن يوافقوا على عبارات مثل: ربما يكون من الجيد وجود مجموعات معينة في القمة ومجموعات أخرى في الأسفل.

## المقياس
يُقاس توجه الهيمنة الاجتماعية من خلال سلسلة من المقاييس التي تُطوّر خلال الوقت، والتي تحتوي جميعها على توازن بين العبارات المؤيدة والمضادة للسمات. يُستخدم مقياس ليكرت المكون من 7 نقاط لكل عنصر؛ صنف المشاركون موافقتهم أو عدم موافقتهم على العبارات من 1 (لا أوافق بشدة) إلى 7 (أوافق بشدة). أُجريت معظم الأبحاث باستخدام إس دي أو-5 (مقياس من 14 نقطة) وإس دي أو-6. مقياس إس دي أو-7 هو أحدث مقياس لقياس توجه الهيمنة الاجتماعية، والذي يتضمن فرعين: الهيمنة (إس دي أو-دي) ومناهضة المساواة (إس دي أو-إي).

### عناصر إس دي أو-7[6]

#### مقياس الهيمنة الفرعي
1. يجب أن تبقى بعض المجموعات في مكانها.
2. قد يكون من الجيد أن تكون بعض المجموعات في القمة والمجموعات الأخرى في الأسفل.
3. يتطلب المجتمع المثالي أن تكون بعض المجموعات في القمة وأخرى في الأسفل.
4. بعض مجموعات الناس هم ببساطة أقل قيمة من المجموعات الأخرى.
5. المجموعات الموجودة في الأسفل تستحق مثل المجموعات الموجودة في الأعلى.
6. لا ينبغي أن تسيطر مجموعة واحدة على المجتمع.
7. يجب ألا تضطر المجموعات الموجودة في الأسفل إلى البقاء في مكانها.
8. هيمنة المجموعة مبدأ ضعيف.

#### مقياس فرعي لمناهضة المساواة
1. يجب ألا نحث على المساواة الجماعية.
2. يجب ألا نحاول أن نضمن أن تتمتع كل مجموعة بنفس نوعية الحياة.
3. من الظلم محاولة جعل المجموعات متساوية.
4. لا ينبغي أن تكون مساواة المجموعة هدفنا الأساسي.
5. يجب أن نعمل على منح كل المجموعات فرصة متساوية للنجاح.
6. يجب علينا أن نفعل ما في وسعنا لتحقيق المساواة في ظروف المجموعات المختلفة.
7. بغض النظر عن مقدار الجهد الذي يتطلبه الأمر، يجب أن نسعى جاهدين لضمان حصول جميع المجموعات على نفس الفرص في الحياة.

### عناصر إس دي أو-16[7]
1. بعض مجموعات الناس هم ببساطة أقل قيمة من المجموعات الأخرى.
2. للحصول على ما تريد، من الضروري أحيانًا استخدام القوة ضد الجماعات الأخرى.
3. لا بأس إذا كان لبعض المجموعات فرصة في الحياة أكثر من غيرها.
4. للمضي قدمًا في الحياة، من الضروري أحيانًا التدخل في مجموعات أخرى.
5. إذا بقيت مجموعات معينة في مكانها، فستكون لدينا مشاكل أقل.
6. ربما يكون من الجيد أن تكون بعض المجموعات في القمة والمجموعات الأخرى في الأسفل.
7. يجب أن تبقى المجموعات الدنيا في مكانها.
8. في بعض الأحيان يجب إبقاء المجموعات الأخرى في مكانها.
9. سيكون من الجيد أن تكون المجموعات متساوية.
10. يجب أن تكون مساواة المجموعة مثالية لدينا.
11. يجب منح جميع المجموعات فرصة متساوية في الحياة.
12. يجب علينا أن نفعل ما في وسعنا لتحقيق المساواة في ظروف المجموعات المختلفة.
13. زيادة المساواة الاجتماعية مفيدة للمجتمع.
14. سيكون لدينا مشاكل أقل إذا تعاملنا مع الناس بشكل متساوي.
15. يجب أن نسعى جاهدين لجعل الدخل المادي متساوي قدر الإمكان.
16. لا ينبغي أن تسيطر أي مجموعة على المجتمع.

تُعكس الأسئلة من 9 إلى 16، للتحكم في الانحياز للموافقة.

## النقد البنّاء
ناقش كل من روبن وهيوستون (2004) بأن أبحاث الهيمنة الاجتماعية قد غيرت تركيزها بشكل كبير على مر السنين، وقد انعكست هذه التغيرات على نسخ مختلفة من بناء توجه الهيمنة الاجتماعية. يُعرّف توجه الهيمنة الاجتماعية في الأصل على أنه رغبة الأفراد في الهيمنة الاجتماعية والتفوق على أنفسهم ومجموعاتهم الأولية على المجموعات الأخرى، ثم سرعان ما تغير ليس فقط إلى الرغبة والقيمة المعطاة لهيمنة داخل المجموعة على المجموعات الخارجية ولكن أيضًا الرغبة في علاقات هرمية غير متساوية بين المجموعات داخل النظام الاجتماعي. يركز أحدث مقياس لتوجه الهيمنة الاجتماعية على الرغبة العامة في العلاقات غير المتكافئة بين المجموعات الاجتماعية، بغض النظر عما إذا كان هذا يعني الهيمنة على المجموعة أو التبعية الجماعية. بالنظر إلى هذه التغييرات، يعتقد روبن وهيوستون أن الدليل على نظرية الهيمنة الاجتماعية يجب أن يُنظر إليه على أنه يدعم ثلاث فرضيات منفصلة عن توجه الهيمنة الاجتماعية، بدلًا من نظرية واحدة.